# Psoriasis Area and Severity Index
Le Psoriasis Area and Severity Index (PASI) est un outil couramment utilisé pour évaluer la sévérité du psoriasis. Il combine l'évaluation de la gravité des lésions et de la surface corporelle affectée, produisant un score allant de 0 (absence de maladie) à 72 (maladie très sévère).

## Calcul
Le corps est divisé en quatre régions : la tête (10 % de la surface corporelle), les bras (20 %), le tronc (30 %) et les jambes (40 %). Chaque région est évaluée séparément, puis les scores sont combinés pour obtenir le score PASI final.
Pour chaque région, le pourcentage de la surface cutanée atteinte est estimé et converti en une note de 0 à 6 :
- 0 : 0 % de la surface atteinte
- 1 : < 10 % de la surface atteinte
- 2 : 10–29 % de la surface atteinte
- 3 : 30–49 % de la surface atteinte
- 4 : 50–69 % de la surface atteinte
- 5 : 70–89 % de la surface atteinte
- 6 : 90–100 % de la surface atteinte

Dans chaque région, la sévérité est évaluée selon trois critères cliniques : l'érythème (rougeur), l'induration (épaisseur) et la desquamation (desquamation). Chaque critère est noté sur une échelle de 0 à 4, de l'absence à la sévérité maximale.
Le total des trois critères est multiplié par la note de la surface atteinte pour chaque région, puis par le poids relatif de cette région (0,1 pour la tête, 0,2 pour les bras, 0,3 pour le tronc et 0,4 pour les jambes).

### Taux de réponse
Le PASI est largement utilisé dans les essais cliniques pour évaluer l'efficacité des traitements contre le psoriasis. Les réponses au traitement sont souvent exprimées en pourcentages d'amélioration, tels que PASI 50, PASI 75, PASI 90 et PASI 100. Par exemple, un PASI 75 indique une amélioration de 75 % ou plus du score PASI par rapport au score initial.

## Modifications

### Objectivation
L'évaluation de la surface et de la sévérité du psoriasis peut manquer de reproductibilité. Des méthodes automatisées ont été développées pour une mesure plus précise de la surface des lésions psoriasiques, mais elles ne sont pas toujours adaptées aux essais cliniques à grande échelle.

### Simplification
Le PASI peut être complexe à utiliser en pratique clinique quotidienne, ce qui a conduit au développement de scores simplifiés, tels que le SPI (Simplified Psoriasis Index), pour une évaluation plus pratique de la sévérité du psoriasis.